# Plateros kosakai
Plateros kosakai is een keversoort uit de familie netschildkevers (Lycidae). De wetenschappelijke naam van de soort werd in 1977 gepubliceerd door Takehiko Nakane.